# Eschau (Bas-Rhin)
Eschau ist eine französische Gemeinde mit 5746 Einwohnern (Stand 1. Januar 2021) im Département Bas-Rhin in der Region Grand Est (bis 2015 Elsass).

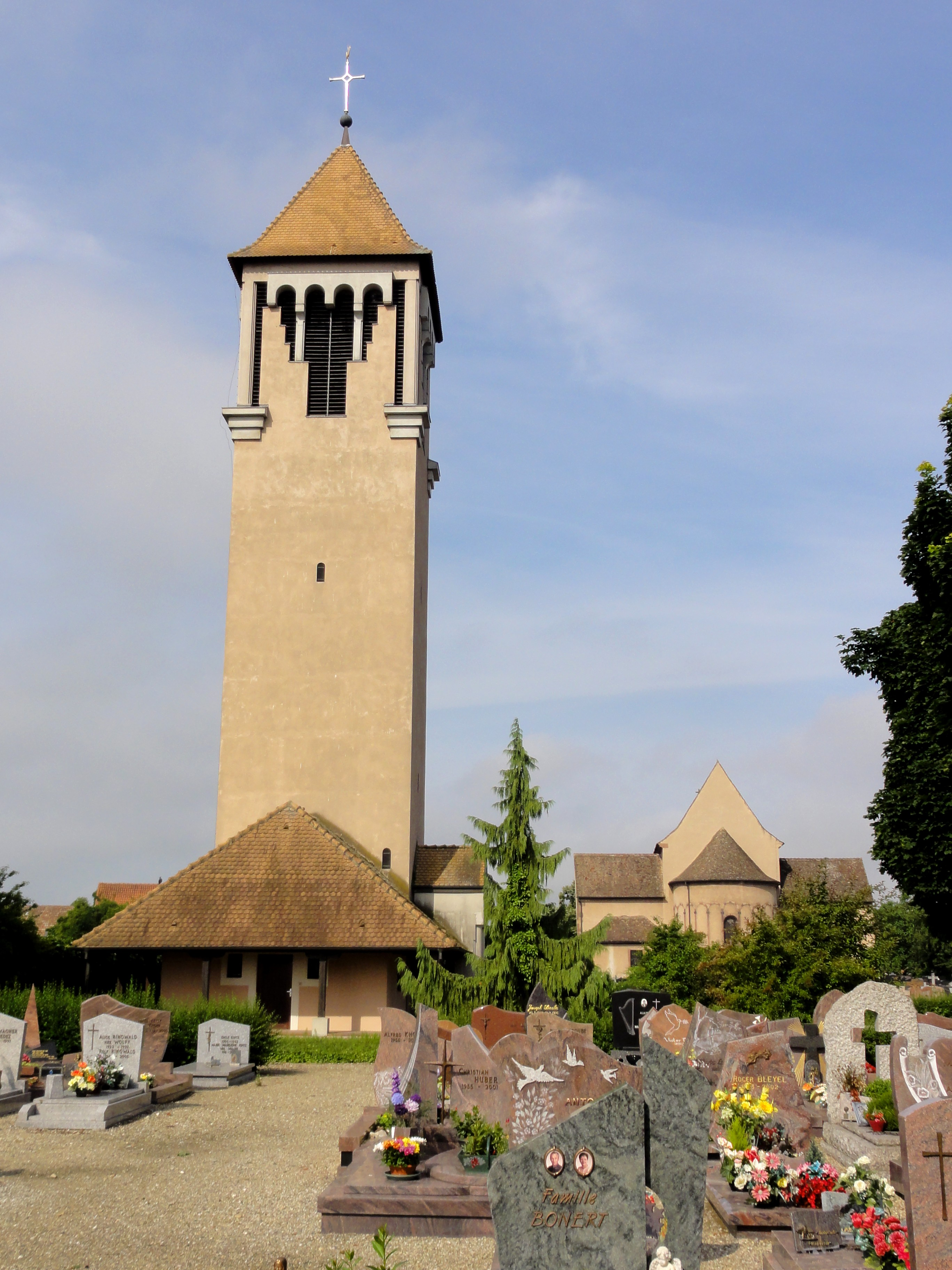
Campanile, Eschau

## Geografische Lage
Eschau liegt im südlichen Teil der Agglomeration um Straßburg. Der Rhein bildet im Osten die Staatsgrenze zur Bundesrepublik Deutschland, die Ill markiert teilweise die westliche Gemeindegrenze. Zwischen Eschau und dem nördlich angrenzenden Illkirch-Graffenstaden liegen drei Baggerseen.

## Geschichte

### Politische Zugehörigkeit
Eschau gehörte seit dem Ende des 13. Jahrhunderts zur Herrschaft Lichtenberg. Die Herren von Lichtenberg hatten das Dorf vermutlich von denen von Ötingen gekauft. In der Herrschaft Lichtenberg war es nur formal dem Amt Wolfisheim zugeordnet, weil es insgesamt als Lehen an die von Ratsamhausen weitergegeben war. In der Folgezeit kam das Amt Wolfisheim – und mit ihm auch Lehensoberherrschaft über Eschau – 1480 zur Grafschaft Hanau-Lichtenberg und 1736 an die Landgrafschaft Hessen-Darmstadt. Auch in dieser Zeit wird es noch als Bestandteil des Amtes Wolfisheim genannt.
Mit der Reunionspolitik Frankreichs unter König Ludwig XIV. kam auch Eschau unter französische Oberhoheit, mit dem durch die Französische Revolution begonnenen Umbruch wurde es französisch.

### Bevölkerungsentwicklung
| 1962 | 1968 | 1975 | 1982 | 1990 | 1999 | 2006 | 2018 |
| ---- | ---- | ---- | ---- | ---- | ---- | ---- | ---- |
| 2099 | 2490 | 2881 | 3109 | 3828 | 4410 | 4758 | 5372 |

## Bauwerke
Die im späten 10. Jahrhundert erbaute ottonisch-romanische Abteikirche Saint-Trophime des ehemaligen Klosters Eschau gehört zu den ältesten Kirchen im Elsass. Deshalb ist Eschau ein Ort an der Romanischen Straße. Teile des reich verzierten Kreuzgangs (11./12. Jahrhundert) sowie der romanischen Ausstattung des ehemaligen Klosters befinden sich heute im Musée de l’Œuvre Notre-Dame in Straßburg. 1987 wurde auf dem die Kirche umgebenden Friedhof, aus Respekt vor der alten Kirche etwa 80 Meter südöstlich, ein Campanile erbaut, der sechs Glocken enthält.

## Verkehr
Östlich des Ortes verläuft die Departementsstraße 468. Durch den Ort verläuft der Rhein-Rhône-Kanal. Eschau war von 1886 bis 1957 an die Überlandstraßenbahn Strasbourg–Marckolsheim der Compagnie des Tramways Strasbourgeois angeschlossen.
Im nördlichen Gemeindegebiet verbindet die Pierre-Pflimlin-Brücke die französische Route nationale 353 (neu) mit der baden-württembergischen Landesstraße 98, die nach Offenburg führt.

## Gemeindepartnerschaften
Deutsche Partnergemeinde von Eschau ist der Ortsteil Hofweier der Gemeinde Hohberg in Baden-Württemberg, das wenige Kilometer entfernt südlich von Offenburg liegt. Zur Gemeinde Goldscheuer auf der anderen Rheinseite bestehen freundschaftliche Beziehungen.